# Гёксу (парк)
Гёксу́ (тур. Göksu Parkı) — парк, расположенный в районе Этимесгут, Анкара. Создан в результате рекреации, проводимой около пруда Сусуз и его окрестностей. Парк дал название району, в котором расположен. Общая площадь парка составляет 508 000 м², из которых 141 000 м² занимает пруд.

## История
Пруд Сусуз существовал без какого-либо физического вмешательства на протяжении первой половины XX века, но был взят под охрану в связи с планом по предотвращению наводнений в 1960 году. 
В 1972 году DSI разработал проект рекреации пруда и его окрестностей, но не реализовал его. До 1980-х годов территория использовалась для сельскохозяйственной деятельности.
В 1993 году в рамках «Проекта въезда в город по стамбульскому шоссе» была поставлена цель озеленить 130 гектаров возле пруда Сузус. В результате работ пруд был передан мэрии Этимесгута.
В 1998 году территория пруда была открыта для общественного использования, была сокращена сельскохозяйственная и животноводческую деятельность. Был введён запрет на купание в пруде и ловлю рыбы в нём.
С января по май 2003 года парк принял свой нынешний вид. Поскольку пруд играл важную роль в создании парка, вокруг него были построены площадки для игры в пляжный волейбол, деревянные прогулочные пирсы, маяки и навесы для лодок.
Гёксу является одним из самых развитых районов Эрьямана, в котором очень быстро растёт население. Из-за растущего и постоянно прибывающего с других районов населения, в 2023 году было предложено радикально модернизировать транспортную систему.

## О парке
Береговая диния вокруг озера имеет длину 2,1 километра.
В парке есть маяк Дере (как смотровая башня), рестораны, чайные сады, тренажёрные и детские площадки, 2 мечети, а также горные сани, которые пользуются популярностью у посетителей. Также в нём расположены более 450 беседок, и на территории 13 000 м² планировалась организовать зону для пикника.

## Транспорт
Парк находится в 25 километрах от Площади Кызылай. До него можно добраться на автобусах 531, 540, 541. Недалеко от парка находится станция метро Эрьяман 1-2.